# باناما (أوكلاهوما)
باناما (بالإنجليزية: Panama, Oklahoma)‏ هي بلدة أمريكية تقع في الولايات المتحدة في مقاطعة لي فلوري، أوكلاهوما. يقدر عدد سكانها بـ 1,413 نسمة ومساحتها 2.5 كم2 وترتفع عن سطح البحر 138 متر.

## التركيبة السكانية
حدّد مكتب تعداد الولايات المتحدة بيانات التركيبة السكانية لباناما في تعداد الولايات المتحدة. في ما يلي، التركيبة السكانية حسب تعدادي 2000 و2010.

### تعداد عام 2000
بلغ عدد سكان باناما 1,362 نسمة بحسب تعداد عام 2000، وبلغ عدد الأسر 530 أسرة وعدد العائلات 364 عائلة مقيمة في البلدة. في حين سجلت الكثافة السكانية 329.8 نسمة لكل كيلومتر مربع (854.2/ميل2). وبلغ عدد الوحدات السكنية 626 وحدة بمتوسط كثافة قدره 151.6 لكل كيلومتر مربع (392.6/ميل2).
وتوزع التركيب العرقي للبلدة بنسبة 84.14% من البيض و8.37% من الأمريكيين الأصليين و0.37% من الأمريكيين ذوي الأصول الآسيوية و0.88% من الأعراق الأخرى و6.24% من عرقين مختلطين أو أكثر و2.57% من الهسبانيون أو اللاتينيون من أي عرق.
بلغ عدد الأسر 530 أسرة كانت نسبة 38.7% منها لديها أطفال تحت سن الثامنة عشر تعيش معهم، وبلغت نسبة الأزواج القاطنين مع بعضهم البعض 49.6% من أصل المجموع الكلي للأسر، ونسبة 15.5% من الأسر كان لديها معيلات من الإناث دون وجود شريك،  بينما كانت نسبة 3.6% من الأسر لديها معيلون من الذكور دون وجود شريكة وكانت نسبة 31.3% من غير العائلات. تألفت نسبة 26.4% من أصل جميع الأسر من عدة أفراد يعيشون في نفس المنزل ونسبة 12.5% كانت تتألف من شخص يعيش بمفرده يبلغ من العمر 65 عاماً أو أكثر. وبلغ متوسط حجم الأسرة المعيشية 2.57، أما متوسط حجم العائلات فبلغ 3.12.
بلغ العمر الوسطي للسكان 34.2 عاماً. وكانت نسبة 29.1% من القاطنين تحت سن الثامنة عشر، وكانت نسبة 9.3% بين الثامنة عشر والرابعة والعشرين عاماً، ونسبة 26.9% كانت واقعةً في الفئة العمرية ما بين الخامسة والعشرين والرابعة والأربعين عاماً، ونسبة 21.3% كانت ما بين الخامسة والأربعين والرابعة والستين، ونسبة 13.5% كانت ضمن فئة الخامسة والستين عاماً فما فوق. يوجد لكل 100 أنثى 90.0 ذكر، ويوجد لكل 100 أنثى في الثامنة عشر من عمرها فما فوق 90.2 ذكر.
بلغ متوسط دخل الأسرة في البلدة 23,385 دولارًا، أما متوسط دخل العائلة فبلغ 29,500 دولارًا. وكان متوسط دخل الذكور 27,260 دولارًا مقابل 17,679 دولارًا للإناث. وسجل دخل الفرد الخاص بالبلدة 12,878 دولارًا. وكانت نسبة 19.2% من العائلات ونسبة 24.3% من السكان تحت خط الفقر، وكان من هؤلاء نسبة 31.1% تحت سن الثامنة عشر ونسبة 18.8% في الخامسة والستين من العمر وما فوق.

### تعداد عام 2010
بلغ عدد سكان باناما 1,413 نسمة بحسب تعداد عام 2010، وبلغ عدد الأسر 567 أسرة وعدد العائلات 370 عائلة مقيمة في البلدة. في حين سجلت الكثافة السكانية 342.1 نسمة لكل كيلومتر مربع (886.0/ميل2). وبلغ عدد الوحدات السكنية 662 وحدة بمتوسط كثافة قدره 160.3 لكل كيلومتر مربع (415.2/ميل2).
وتوزع التركيب العرقي للبلدة بنسبة 78.27% من البيض و0.57% من الأمريكيين الأفارقة و13.09% من الأمريكيين الأصليين و0.35% من الأمريكيين ذوي الأصول الآسيوية و0.07% من سكان جزر المحيط الهادئ و2.12% من الأعراق الأخرى و5.52% من عرقين مختلطين أو أكثر و4.53% من الهسبانيون أو اللاتينيون من أي عرق.
بلغ عدد الأسر 567 أسرة كانت نسبة 34.6% منها لديها أطفال تحت سن الثامنة عشر تعيش معهم، وبلغت نسبة الأزواج القاطنين مع بعضهم البعض 44.8% من أصل المجموع الكلي للأسر، ونسبة 15% من الأسر كان لديها معيلات من الإناث دون وجود شريك،  بينما كانت نسبة 5.5% من الأسر لديها معيلون من الذكور دون وجود شريكة وكانت نسبة 34.7% من غير العائلات. تألفت نسبة 30.9% من أصل جميع الأسر من عدة أفراد يعيشون في نفس المنزل ونسبة 12.7% كانت تتألف من شخص يعيش بمفرده يبلغ من العمر 65 عاماً أو أكثر. وبلغ متوسط حجم الأسرة المعيشية 2.49، أما متوسط حجم العائلات فبلغ 3.07.
بلغ العمر الوسطي للسكان 37.8 عاماً. وكانت نسبة 25.9% من القاطنين تحت سن الثامنة عشر، وكانت نسبة 9.6% بين الثامنة عشر والرابعة والعشرين عاماً، ونسبة 22.5% كانت واقعةً في الفئة العمرية ما بين الخامسة والعشرين والرابعة والأربعين عاماً، ونسبة 27% كانت ما بين الخامسة والأربعين والرابعة والستين، ونسبة 14.9% كانت ضمن فئة الخامسة والستين عاماً فما فوق. وتوزع التركيب الجنسي للسكان بنسبة 48.5% ذكور و51.5% إناث.